# دومينيك بيكاك
دومينيك بيكاك (بالكرواتية: Dominik Picak)‏ (مواليد 12 فبراير 1992) لاعب كرة قدم كرواتي يلعب كحارس مرمى.

## روابط خارجية
- دومينيك بيكاك على موقع اتحاد كرواتيا (الكرواتية)
- دومينيك بيكاك على موقع قاعدة بيانات كرة القدم.إي يو (الإنجليزية)
- دومينيك بيكاك على موقع Soccerway.com (الإنجليزية)